# 한국융합기술진흥원
한국융합기술진흥원은 2014년 4월 28에 과학기술정보통신부로부터 설립이 허가된 비영리 사단법인이다. 관련 근거는 민법 제 32조, 과학기술정보통신부 소관 비영리 법인의 설립 및 감독에 관한 규칙 제 4조에 의한다.

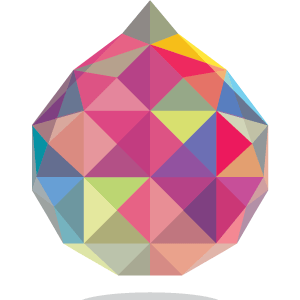
한국융합기술진흥원 로고

## 명칭
- 사단법인 한국융합기술진흥원
- KAACT
- Korea Advanced Agency of Convergence Technology

## 웹사이트
- http://www.convergenceaiot.or.kr
- http://www.ct.or.kr

## 허가번호
제2014-03-0001호

## 대표자
김성규

## 설립목적
한국융합기술진흥원은 대한민국 국가융합기술 발전계획에 따라 기술과 기술은 물론 산업과 산업의 융합을 통해 새로운 미래의 창조를 주도하는 융합기술, Convergence Technology 관련 기업과 기관 그리고 전문가들의 정보 교류와 협력을 증진하는 비영리 네트워크를 구축하여 융합 산업과 기술 발전을 위한 조사와 연구개발 그리고 인력양성을 통해 국가융합성의 확대를 기반으로 창의성과 생산성의 극대화를 촉진하고 융합시대, Convergence Korea의 정착과 확산을 도모함으로써 궁극적으로 국가경쟁력 강화와 국민의 삶의 질 향상에 기여함을 설립 취지로 한다.

## 목적사업
- 정보제공 및 교류 - 융합기술 조사 및 연구를 통한 정보제공, 네트워킹 및 정보 교류
- 융합산업 제도 및 정책연구 - 융합기술 및 산업활성화에 필요한 각종 제도 연구, 정부 및 산·학·연 협력체계 구축
- 융합 컨설팅 - 사물보안, 에니지융합, 융합역량 등의 연구와 네트워크를 통해 기업 지원 및 컨설팅
- 인력양성 및 역량개발 - 창업 및 취업 교육, 재직자 직무능력 향상, 중장년 재취업, 자격 검정
- 글로벌 협력 - 영국 Axelos, 네덜란드 Exin 그리고 PeopleCert.org의 글로벌 파트너
- 융합기술 평생교육원 - 융합기술 훈련성과와 경험을 토대로 융합기술 평생교육원을 설립 운영
- 컨버전스 연구소 - 융합성, 국가융합성의 연구와 확산

## 같이 보기
- 융합
- 융합성
- 융합기술
- AIoT